# Austrotartessus hattonensis
Austrotartessus hattonensis är en insektsart som beskrevs av Evans 1981. Austrotartessus hattonensis ingår i släktet Austrotartessus och familjen dvärgstritar. Inga underarter finns listade i Catalogue of Life.